# Robert Ballecer
Robert R. Ballecer SJ (nascido em 1974), também conhecido como o Jesuíta Digital ou por seu apelido PadreSJ, é um padre jesuíta católico americano que atua como Assistente para a Nova Evangelização para a Cúria da Companhia de Jesus em Roma. Ballecer também é podcaster de tecnologia e foi o apresentador dos programas This Week in Enterprise Tech and Know How ... na rede TWiT.tv.

## Vida anterior
Ballecer nasceu em 29 de maio de 1974, em Hayward, Califórnia, e cresceu em Fremont, Califórnia. Seus pais emigraram para os Estados Unidos em 1970 e ele cresceu em uma casa tradicional filipina. Ele vasculhava o lixo atrás de peças de computador e construía seu próprio computador. Na década de 1980, ele administrou um sistema de quadro de avisos online. Ele começou a trabalhar para R&A Professional Consultants em 1988.

## Educação
Ballecer estudou no Bellarmine College Preparatory e na Santa Clara University, onde se formou em engenharia da computação, embora também tenha se interessado em se tornar um padre católico. Ele se juntou aos jesuítas em 1994 e dirigia um servidor de computador para colocar online a província da Califórnia da ordem. Ele estudou filosofia na Loyola University Chicago e, em seguida, ensinou programação de computadores na Loyola High School em Los Angeles. Ele estudou teologia na Escola Jesuíta de Teologia da Universidade de Santa Clara.

## Carreira
Ballecer ajudou os jesuítas a criarem seus próprios endereços de e-mail e a iniciar sites de escolas secundárias jesuítas. Ele serviu na Igreja Católica da Santíssima Trindade em San Jose e foi nomeado diretor do Centro de Tecnologia Apostólica. Em sua vocação, ele supervisionou os esforços para incentivar os rapazes a buscar o sacerdócio. Por quatro anos, começando em 2009, ele trabalhou para a Conferência dos Jesuítas como Diretor Nacional de Promoção Vocacional em Washington, DC. Ele produziu uma série de curtas-metragens intitulada Jesuits Revealed para melhorar a imagem online dos Jesuítas.
Ele se tornou um fã do programa The Screen Savers, da TechTV, que foi exibido no final dos anos 1990 e 2000. Ele começou a blogar para "The Tech Stop" em 2001. Leo Laporte encontrou Ballecer na sala de bate-papo do TWiT em 2010. Laporte perguntou na sala de chat quem poderia hospedar um programa sobre tecnologia empresarial, e a sala de chat sugeriu que "PadreSJ", o identificador de chat de Robert Ballecer, poderia hospedar este programa. Ballecer começou a apresentar o programa This Week in Enterprise Tech, ancorando eventos ao vivo e apresentando o show do-it-yourself Know How.... Ele também apareceu como convidado em outros programas TWiT.tv, e apresentou Coding 101 e Padre's Corner. Ballecer morou no St. Ignatius College Preparatory em San Francisco em 2016 e ainda reside lá quando esteve nos Estados Unidos.
Em julho de 2018, Ballecer trabalha para a Cúria Romana como Assistente para a Nova Evangelização. Ele ainda faz aparições ocasionais em programas TWiT, como This Week in Tech e Hands-On Tech.
Em dezembro de 2019, ele iniciou um servidor de sobrevivência multijogador Minecraft no Vaticano para "jogadores que querem um pouco menos 'tóxico' e um pouco mais de comunidade".